# Izba Reprezentantów (Japonia)
Izba Reprezentantów (jap. 衆議院 Shūgi-in) – izba niższa parlamentu Japonii. Izbą wyższą jest Izba Radców.
Izbę Reprezentantów tworzy 465 posłów wybieranych na czteroletnią kadencję.

## Konstytucja
Konstytucja Japonii została proklamowana 3 listopada 1946 roku i weszła w życie 3 maja 1947 roku. Pierwsza sesja została zwołana na dzień 20 maja tego samego roku. Dzień ten zaznaczył powstanie Zgromadzenia Narodowego, zastępując parlament powstały w 1890 roku na mocy konstytucji Meiji (Konstytucji Cesarstwa Wielkiej Japonii).

## Izba Reprezentantów[3]

### Rozdział IV Zgromadzenie Narodowe
Artykuł 45
Kadencja członków Izby Reprezentantów trwa cztery lata. Może ona ulec skróceniu w przypadku rozwiązania Izby Reprezentantów.
Artykuł 54
W przypadku rozwiązania Izby Reprezentantów wybory powszechne do tej Izby winny się odbyć w okresie czterdziestu (40) dni od daty jej rozwiązania, a Zgromadzenie winno zebrać się w okresie trzydziestu dni od daty wyborów. W przypadku rozwiązania Izby Reprezentantów zaprzestaje obrad również Izba Radców. Jednakże, w razie zagrożenia bezpieczeństwa
narodowego (nie cierpiących zwłoki potrzeb państwa) Rząd może zwołać Izbę Radców na sesję nadzwyczajną. Środki podjęte na sesji określonej w powyższym ustępie, mają charakter tymczasowy i tracą moc, jeżeli w okresie dziesięciu (10) dni od otwarcia następnej sesji Zgromadzenia nie zaakceptuje ich Izba Reprezentantów.
Artykuł 59
Projekt staje się ustawą po przyjęciu przez obie Izby, chyba że Konstytucja stanowi inaczej. Projekt, który został przyjęty przez Izbę Reprezentantów, a co do którego Izba Radców podjęła decyzję odmienną od podjętej przez Izbę Reprezentantów, staje się ustawą z chwilą, gdy zostanie ponownie przyjęty przez Izbę Reprezentantów większością co
najmniej dwóch trzecich głosów obecnych członków. Postanowienia ustępu poprzedniego nie wykluczają żądania zwołania przez Izbę Reprezentantów, przewidzianego ustawą, posiedzenia
komisji wspólnej obu Izb. W przypadku nie rozpatrzenia projektu ustawy przez Izbę Radców otrzymanego od Izby Reprezentantów, która przyjęła projekt, w ciągu sześćdziesięciu (60) dni, z wyłączeniem wakacyjnej przerwy w pracach Zgromadzenia, Izba Reprezentantów może uznać, że nastąpiło odrzucenie tego projektu przez Izbę Radców.
Artykuł 60
Projekt budżetu musi być w pierwszej kolejności przedłożony Izbie Reprezentantów. Jeżeli przy rozpatrywaniu projektu budżetu Izba Radców podejmuje decyzję odmienną od podjętej przez Izbę Reprezentantów i jeśli nie zostanie osiągnięte porozumienie nawet na posiedzeniu komisji wspólnej obu Izb, przewidzianej ustawą, jak również w przypadku gdy Izba Radców nie podejmie ostatecznej decyzji w terminie trzydziestu (30) dni, z wyłączeniem wakacyjnej przerwy w pracach Zgromadzenia, od otrzymania budżetu przyjętego przez Izbę Reprezentantów, decyzja Izby Reprezentantów staje się decyzją Zgromadzenia.
Artykuł 61
Ustęp drugi poprzedniego artykułu stosuje się również przy wyrażaniu przez Zgromadzenie zgody, wymaganej dla zawierania traktatów.

### Rozdział V Rząd
Artykuł 69
Jeżeli Izba Reprezentantów podejmie uchwałę w sprawie wotum nieufności dla Rządu lub nie udzieli mu wotum zaufania, Rząd jest zobowiązany do podania się w całości do dymisji, chyba że ciągu 10 dni zostanie rozwiązana Izba Reprezentantów.
Artykuł 70
Rząd podaje się w całości do dymisji, gdy stanowisko Premiera pozostaje nieobsadzone, jak również po zwołaniu pierwszego po wyborach powszechnych do Izby Reprezentantów posiedzenia
Zgromadzenia.
Artykuł 71
W przypadkach określonych w dwóch poprzednich artykułach Rząd sprawuje swe funkcje do czasu mianowania nowego Premiera.

### Rozdział I Cesarz
Artykuł 7 p. 3
Cesarz za radą i aprobatą Rady Ministrów, w imieniu Narodu [formalnie], rozwiązuje Izbę Reprezentantów.

## Prawa wyborcze
- czynne: obywatele japońscy, którzy ukończyli 18 lat, mogą brać udział w głosowaniu. Obniżono z 20 w 2015 roku[4]
- bierne: obywatele japońscy, którzy ukończyli 25 lat, mogą ubiegać się o wybór do izby niższej

## Obecny skład Izby Reprezentantów

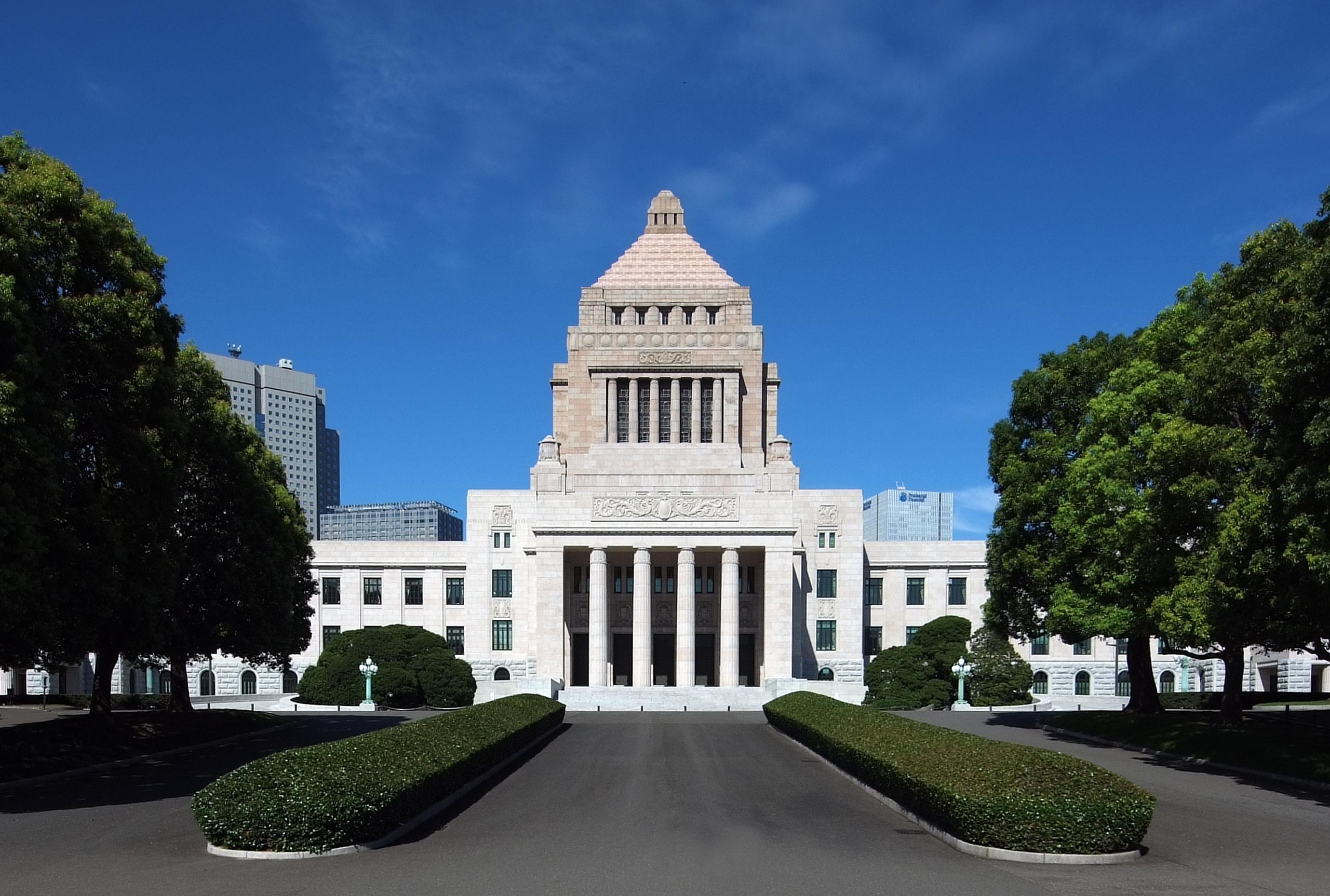
Budynek parlamentu

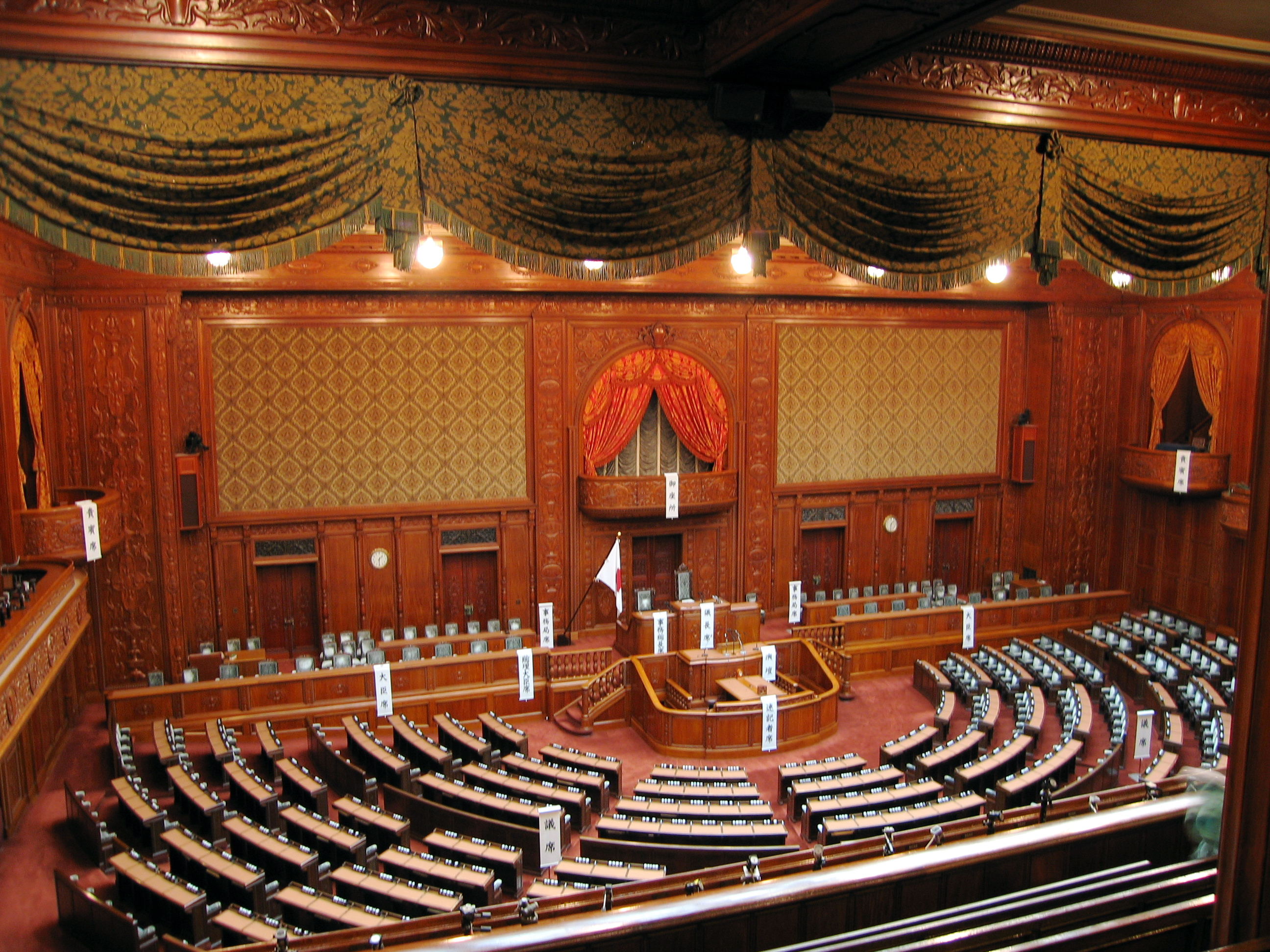
Sala obrad Izby Reprezentantów

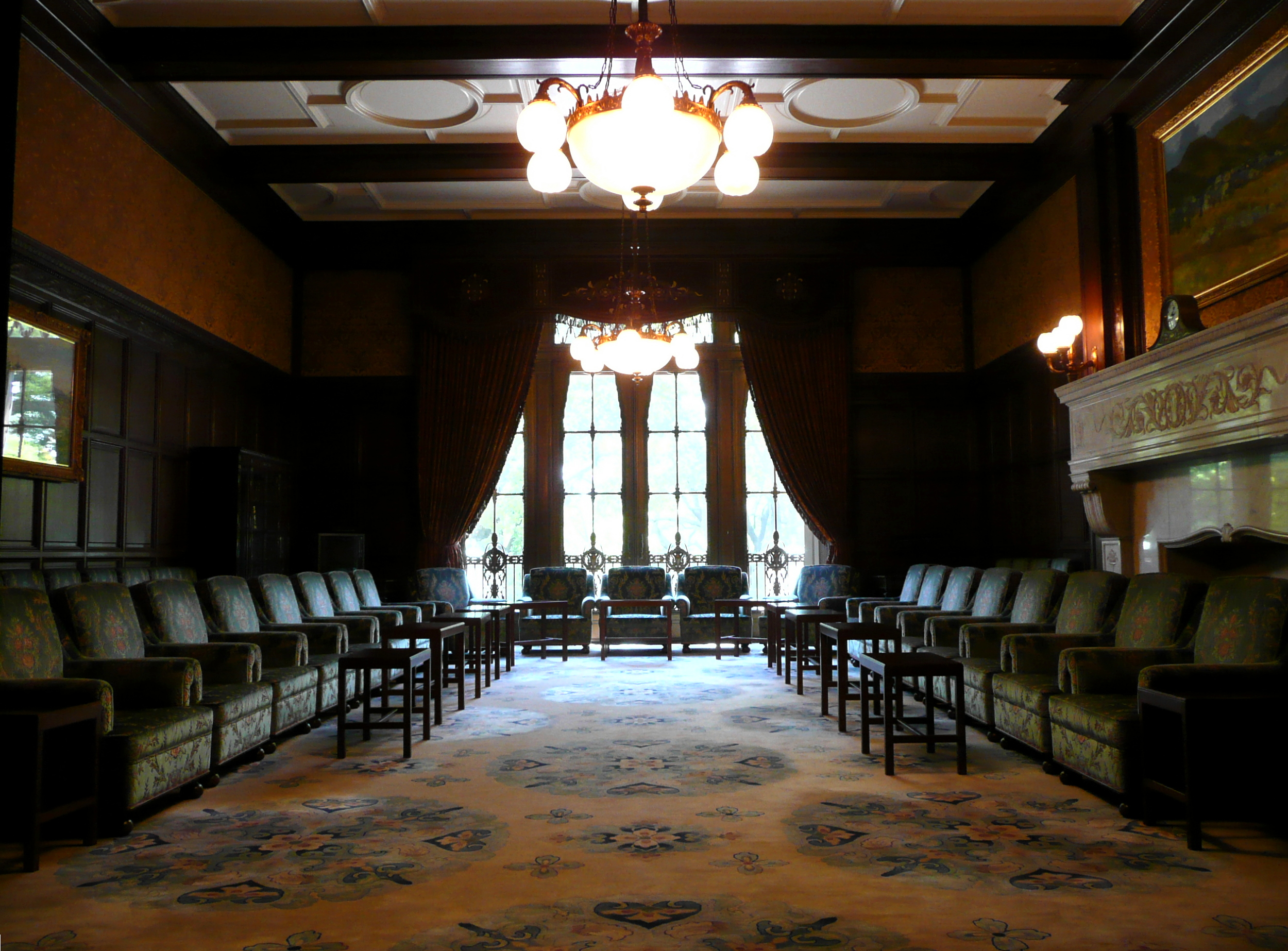
Sala narad ministrów wewnątrz parlamentu

Stan na dzień 27 października 2024 roku
| Partie i sojusze | Partie i sojusze                                                          | Liczba miejsc |
| ---------------- | ------------------------------------------------------------------------- | ------------- |
|                  | Partia Liberalno-Demokratyczna (LDP)                                      | 196           |
|                  | Konstytucyjna Partia Demokratyczna (CDP) Partia Socjaldemokratyczna (SDP) | 148           |
|                  | Partia Restauracji                                                        | 38            |
|                  | Ludowa Partia Demokratyczna (DPFP)                                        | 28            |
|                  | Komeito                                                                   | 24            |
|                  | Reiwa Shinsengumi                                                         | 9             |
|                  | Japońska Partia Komunistyczna (JCP)                                       | 8             |
|                  | Yūshi no Kai                                                              | 4             |
|                  | Partia Konserwatywna                                                      | 3             |
|                  | Sanseitō                                                                  | 3             |
|                  | Niezależni                                                                | 4             |
| Razem            | Razem                                                                     | 465           |